# Magdaléna Rybáriková
Magdaléna Rybáriková (Piešťany, 4 de Outubro de 1988) é uma ex-tenista profissional eslovaca, profissionalizada em 2004. Alcançou o 17º posto em simples, possui 5 títulos no circuito WTA (4 simples e 1 duplas) e chegou às semifinais do Torneio de Wimbledon.
O Grand Slam londrino foi onde teve maior êxito. Em 2017, com ranking protegido, superou a cabeça de chave 3 Karolína Plíšková em três sets e depois atropelou Coco Vandeweghe, tornando-se a primeira eslovaca a chegar entre as quatro últimas em simples na grama de Wimbledon. Em 2014, em duplas, Andrea Petkovic, chegou na mesma fase do mesmo torneio.
Sua intenção era fazer a derradeira apresentação na Fed Cup de 2020 (atual Copa Billie Jean King), mas o jogo de duplas contra a Grã Bretanha na Fed Cup ao qual ela estava escalada, em fevereiro, não ocorreu. Sobrou a fase final, em Budapeste, onde sua equipe foi qualificada, mas a pandemia de COVID-19 adiou o término da competição em um ano. Assim, sua aposentadoria foi anunciada em 29 de outubro do mesmo ano. O último jogo acabou sendo pela 1ª fase do qualificatório do US Open de 2019, em que perdeu para a sul-coreana Na-Lae Han.

## Finais

### Circuito WTA
| Categoria         | S   | D   | DM  |
| ----------------- | --- | --- | --- |
| Grand Slam        | 0–0 | 0–0 | 0–0 |
| Fim de temporada  | 0–0 | 0–0 | —   |
| Jogos Olímpicos   | 0–0 | 0–0 | 0–0 |
| Premier Mandatory | 0–0 | 0–0 | —   |
| Premier 5         | 0–0 | 0–0 | —   |
| Premier           | 0–2 | 0–0 | —   |
| International     | 4–2 | 1–1 | —   |

| Piso    | S   | D   | DM  |
| ------- | --- | --- | --- |
| duro    | 3–3 | 0–1 | 0–0 |
| saibro  | 0–0 | 1–0 | 0–0 |
| grama   | 1–1 | 0–0 | 0–0 |
| carpete | 0–0 | 0–0 | 0–0 |

#### Simples: 8 (4 títulos, 4 vices)
| Status | V–D | Data                    | Torneio                                      | Cidade/país                | Categoria     | Piso           | Adversária               | Resultado     |
| ------ | --- | ----------------------- | -------------------------------------------- | -------------------------- | ------------- | -------------- | ------------------------ | ------------- |
| Perdeu | 4–4 | 24 de junho de 2018     | Nature Valley Classic                        | Birmingham, Reino Unido    | Premier       | grama          | Petra Kvitová            | 6–4, 1–6, 2–6 |
| Perdeu | 4–3 | 15 de outubro de 2017   | Upper Austria Ladies Linz                    | Linz, Áustria              | International | duro (coberto) | Barbora Strýcová         | 4–6, 1–6      |
| Perdeu | 4–2 | 23 de agosto de 2014    | Connecticut Open                             | New Haven, Estados Unidos  | Premier       | duro           | Petra Kvitová            | 4–6, 2–6      |
| Venceu | 4–1 | 4 de agosto de 2013     | Citi Open                                    | Washington, Estados Unidos | International | duro           | Andrea Petkovic          | 6–4, 7–62     |
| Venceu | 3–1 | 5 de agosto de 2012     | Citi Open                                    | Washington, Estados Unidos | International | duro           | Anastasia Pavlyuchenkova | 6–1, 6–1      |
| Perdeu | 2–1 | 29 de setembro de 2011  | Wanlima Guangzhou International Women's Open | Cantão, China              | International | duro           | Chanelle Scheepers       | 2–6, 2–6      |
| Venceu | 2–0 | 20 de fevereiro de 2011 | Cellular South Cup                           | Memphis, Estados Unidos    | International | duro (coberto) | Rebecca Marino           | 6–2, ab.      |
| Venceu | 1–0 | 14 de junho de 2009     | Aegon Classic Birmingham                     | Birmingham, Reino Unido    | International | grama          | Li Na                    | 6–0, 7–62     |

#### Duplas: 2 (1 título, 1 vice)
| Status | V–D | Data            | Torneio              | Cidade/país           | Categoria     | Piso   | Parceira           | Adversárias                       | Resultado |
| ------ | --- | --------------- | -------------------- | --------------------- | ------------- | ------ | ------------------ | --------------------------------- | --------- |
| Venceu | 1–1 | Maio de 2012    | Budapeste Grand Prix | Budapeste, Hungria    | International | saibro | Janette Husárová   | Eva Birnerová Michaëlla Krajicek  | 6–4, 6–2  |
| Perdeu | 0–1 | Outubro de 2010 | Tashkent Open        | Tashkent, Uzbequistão | International | duro   | Alexandra Dulgheru | Alexandra Panova Tatiana Poutchek | 3–6, 4–6  |

### Circuito ITF

#### Simples: 17 (9 título, 8 vices)
| Status | V–D | Data              | Cidade/país                 | Categoria | Piso              | Adversária          | Resultado       |
| ------ | --- | ----------------- | --------------------------- | --------- | ----------------- | ------------------- | --------------- |
| Perdeu | 9–8 | Junho de 2019     | Surbiton, Reino Unido       | 100.000   | grama             | Alison Riske        | 56–7, 2–6, 2–6  |
| Venceu | 9–7 | Junho de 2017     | Ilkley, Reino Unido         | 100.000   | grama             | Alison Van Uytvanck | 7–5, 7–63       |
| Venceu | 8–7 | Junho de 2017     | Surbiton, Reino Unido       | 100.000   | grama             | Heather Watson      | 6–4, 7–5        |
| Venceu | 7–7 | Maio de 2017      | Fukuoka, Japão              | 60.000    | carpete           | Jan Su-jeong        | 6–2, 6–3        |
| Venceu | 6–7 | Maio de 2017      | Gifu, Japão                 | 80.000    | duro              | Zhu Lin             | 6–2, 6–3        |
| Perdeu | 5–7 | Fevereiro de 2012 | Midland, Estados Unidos     | 100.000   | duro (coberto)    | Olga Govortsova     | 3–6, 7–66, 56–7 |
| Venceu | 5–6 | Maio de 2011      | Praga, República Tcheca     | 100.000   | saibro            | Petra Kvitová       | 6–3, 6–4        |
| Perdeu | 4–6 | Setembro de 2010  | Liampó, China               | 100.000   | duro              | Alberta Brianti     | 4–6, 4–6        |
| Perdeu | 4–5 | Agosto de 2008    | Monterrey, México           | 100.000   | duro              | Yaroslava Shvedova  | 4–6, 1–6        |
| Venceu | 4–4 | Abril de 2008     | Patras, Grécia              | 50.000    | duro              | Anne Keothavong     | 6–3, 7–5        |
| Venceu | 3–4 | Março de 2008     | São Petersburgo, Rússia     | 25.000    | duro (coberto)    | Anna Lapushchenkova | 6–4, 6–2        |
| Perdeu | 2–4 | Dezembro de 2007  | Přerov, República Tcheca    | 25.000    | duro (coberto)    | Petra Kvitová       | 5–7, 3–6        |
| Perdeu | 2–3 | Fevereiro de 2007 | Průhonice, República Tcheca | 25.000    | carpete (coberto) | Petra Kvitová       | 5–7, 26–7       |
| Venceu | 2–2 | Setembro de 2005  | Mestre, Itália              | 25.000    | saibro            | Kira Nagy           | 6–2, 7–5        |
| Perdeu | 1–2 | Agosto de 2005    | Hechingen, Alemanha         | 25.000    | saibro            | Kirsten Flipkens    | 4–6, 3–6        |
| Venceu | 1–1 | Abril de 2005     | Cairo, Egito                | 10.000    | saibro            | Sarah Raab          | 6–1, 6–3        |
| Perdeu | 0–1 | Março de 2005     | Ain Alsoukhna, Egito        | 10.000    | saibro            | Monica Niculescu    | 3–6, 4–6        |

#### Duplas: 1 (1 título)
| Status | V–D | Data           | Cidade/país       | Categoria | Piso | Parceira       | Adversárias                    | Resultado        |
| ------ | --- | -------------- | ----------------- | --------- | ---- | -------------- | ------------------------------ | ---------------- |
| Venceu | 1–0 | Agosto de 2008 | Monterrey, México | 100.000   | duro | Jelena Pandžić | Monique Adamczak Melanie South | 4–6, 6–4, [10–8] |

## Ligações Externas
- Perfil na WTA
- Perfil na ITF